# Na vsju ostavsjujusja zjizn
Na vsju ostavsjujusja zjizn (russisk: На всю оставшуюся жизнь, da.: Resten af mit liv) er en sovjetisk tv-miniserie fra 1975 instrueret af Pjotr Fomenko.

## Medvirkende
- Aleksej Ejbozjenko som Danilov
- Ernst Romanov som Belov
- Ljudmila Arinina som Julija Dmitrievna
- Vladimir Bogin som Nikonov
- Jevgenij Soljakov som Danja